# Kevin Porter (ur. 2000)
Kevin Porter, właśc. Bryan Kevin Porter Jr. (ur. 4 maja 2000 w Seattle) – amerykański koszykarz, występujący na pozycji rzucającego obrońcy.
W 2018 został wybrany najlepszym zawodnikiem szkół średnich stanu Waszyngton (Washington Mr. Basketball). Wystąpił też w turnieju Allen Iverson Roundball Classic.
21 stycznia 2021 został zawodnikiem Houston Rockets. 17 października 2023 trafił w wyniku wymiany do Oklahoma City Thunder, po czy został zwolniony.

## Osiągnięcia
(Stan na 14 listopada 2023)
Indywidualne
- Zaliczony do I składu NBA G League (2021)[4]
- Lider NBA G League w średniej:
  - punktów (2021)[5]
  - asyst (2021)[6]